# バング (潜水艦)
バング (USS Bang, SS-385) は、アメリカ海軍の潜水艦。バラオ級潜水艦の一隻。艦名はノースカロライナ州北方の大西洋に生息するニシン科サッパ属の食用魚ラウンド・サーディネラの通称に因んで命名された。

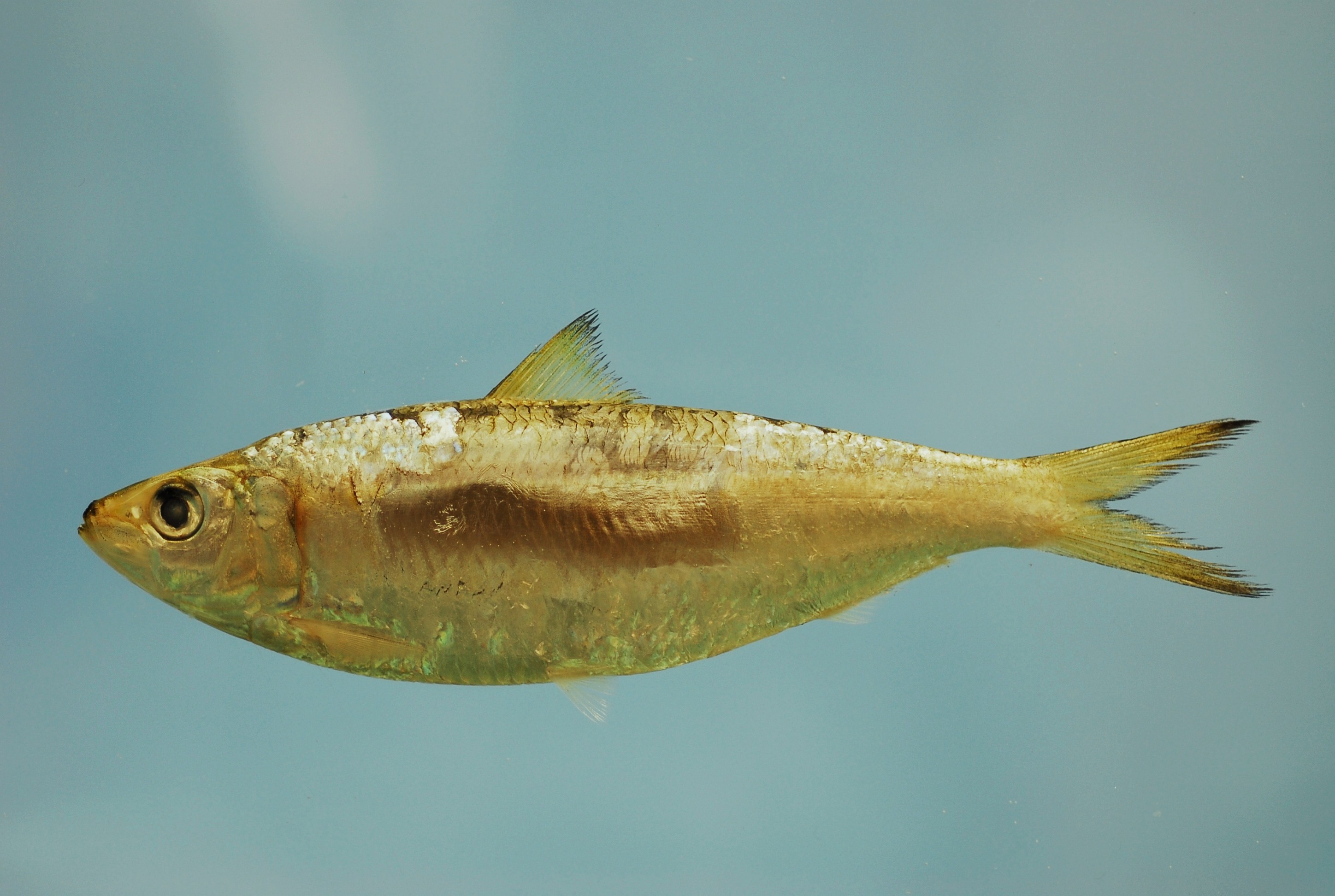
ラウンド・サーディネラ（通称Bang）

## 艦歴
バングは1943年4月30日にメイン州キタリーのポーツマス海軍造船所で起工した。1943年8月30日にロバート・W・ネブレット夫人によって命名、進水し、1943年12月4日に艦長アントン・R・ギャラハー少佐（アナポリス1933年組）の指揮下就役する。
ニューイングランド沖での4週間に及ぶ整調訓練後、バングは2月8日にコネチカット州ニューロンドンを出航し太平洋に向かった。パナマ運河を通過後、真珠湾に向かったバングは水雷訓練、回避行動訓練、模擬戦を行う。3月末に食糧などを補給し、戦闘準備は完了した。

### 第1の哨戒 1944年3月 - 5月
3月29日、バングは最初の哨戒でパーチー (USS Parche, SS-384) 、ティノサ (USS Tinosa, SS-283) とウルフパックを構成しルソン海峡方面に向かった。ミッドウェー島で補給ののち、3隻は4月16日に台湾南方の航路帯に到着した。4月29日、バングは80キロ先にタマ17船団を探知し、ウルフパックでこの船団に向かっていった。22時ごろ、バングは竹川丸（川崎汽船、1,930トン）の右舷に魚雷を命中させ撃沈。翌30日の夜明けには日達丸（日産汽船、2,859トン）を撃沈した。5月3日朝、ティノサが7隻の輸送船団、楡林から九州に向かうテ04船団を発見、報告を行い、バングとパーチーはこれを迎え撃つためティノサとともに全速力で北方へ向かった。翌5月4日、ティノサが豊日丸（大同海運、6,436トン）を撃沈したのを手始めにバング、パーチーも船団に対して雷撃を行い、バングは浮上したまま西方に逃げてきた船団を迎え撃って、1時7分に北緯20度50分 東経117度55分 / 北緯20.833度 東経117.917度の地点で金嶺丸（東亜海運、5,949トン）を撃沈した。駆逐艦の破壊も主張したが、これは認められなかった。他にティノサが豊日丸と大武丸（大阪商船、6,440トン）を、パーチーが大翼丸（大阪商船、5,244トン）と昌龍丸（大連汽船、6,475トン）をそれぞれ撃沈し、その総トン数は30,542トンで楡林丸（拿捕船/石原汽船委託、6,022トン/元中華民国船中華）を逃した以外は完勝だった。バングはこの攻撃で魚雷を使い果たしたため5月6日に哨戒海域を去った。5月14日、バングは46日間の行動を終えてミッドウェー島に帰投。潜水母艦プロテウス (USS Proteus, AS-19) による整備を受けた。

### 第2の哨戒 1944年6月 - 7月
6月6日、バングは2回目の哨戒でマリアナ諸島方面に向かった。この頃、マリアナ・パラオ諸島の戦いが遂行されつつあり、日本艦隊や輸送船団がこれを阻止すべく出動することが予想された。そのため、マリアナ諸島西方の各水域に潜水艦を配置して艦隊や船団の動向を探ることとし、バングもその一艦として配備された。配備点に向かう途中の6月14日、バングはタンカーを発見し、折りからのスコールをついて魚雷を3本発射。魚雷は命中したと思われたが、予定期日に配備点に到着することが要求されていたので、これ以上の攻撃はしなかった。6月15日にサイパンの戦いが始まり、予想通り日本艦隊が出動してきた。6月19日に小沢治三郎中将率いる日本艦隊とレイモンド・スプルーアンス大将率いる第5艦隊との間でマリアナ沖海戦が行われ、その音はバングにまで届いていた。しかし、バング自体は日本艦隊に接触することはなかった。6月22日、バングはマリアナ沖の哨戒海域を撤収し、グロウラー (USS Growler, SS-215) 、シーホース (USS Seahorse, SS-304) とウルフパックを構成して台湾近海に進出した。6月29日、バングは北緯17度13分 東経118度18分 / 北緯17.217度 東経118.300度のルソン島サンフェルナンド沖でヒ67船団を発見。15時17分に船団に向けて魚雷を5本発射し、タンカーみりい丸（三菱汽船、10,564トン）とさらわく丸（三菱汽船、5,135トン）にそれぞれ1本ずつ命中。みりい丸は船首を深く沈め、さらわく丸も船首を破壊されたものの、ともに沈没は免れた。攻撃後、バングは125発もの爆雷を投下されたものの被害はなく、浮上した時には船団の姿は消えていた。7月4日には、1隻の貨物船と4隻の護衛艦で成る香港行きの小さな輸送船団を発見。しかし、バングが攻撃位置につく前に護衛艦が反撃。バングは魚雷を3本発射したものの命中せず、爆雷攻撃を避けるべく深く潜航したため、次の攻撃をかけることが出来なかった。7月17日、バングは58日間の行動を終えて真珠湾に帰投した。

### 第3の哨戒 1944年8月 - 9月
8月27日、バングは3回目の哨戒で東シナ海に向かった。8月31日にミッドウェー島で給油、哨戒海域に向かい途中の9月9日、北緯28度58分 東経137度45分 / 北緯28.967度 東経137.750度の小笠原諸島海域を航行中のバングは3905船団を発見。潜航して接近し、15時20分ごろに常盤山丸（三井船舶、1,804トン）と昌隆丸（栗林汽船、1,916トン）を撃沈した。護衛の海防艦はバングの潜望鏡を発見し、爆雷攻撃を行った。180メートルの深度にまで潜航したバングの頭上で16発の爆雷が爆発したが小破にとどまり、それ以上の被害はなかった。バングは修理の上哨戒を続行し、9月19日には基隆沖で別の輸送船団をレーダーで探知。潜航してタンカー第二東勢丸（朝鮮油槽船、500トン）を撃沈し、第30号海防艦を撃破した。3隻の護衛艦が反撃し、バングは反撃の間は息を潜め、日没後に浮上した。9月20日午後、バングは東行の輸送船団を発見し、暗くなってから浮上。水上攻撃で合計10本の魚雷を発射し、大型タンカーと中型貨物船の撃沈を報じた。9月29日、バングは32日間の行動を終えてミッドウェー島に帰投した。

### 第4、第5、第6の哨戒 1944年10月 - 1945年5月
10月25日、バングは4回目の哨戒でシャード (USS Shad, SS-235) 、レッドフィッシュ (USS Redfish, SS-395) とウルフパックを構成し台湾近海に向かった。この哨戒は台風の影響を受けて有効な哨戒がほとんど行えなかった。11月22日にようやく天気が回復し、まともな哨戒が行えるようになった。程なくバングは、レッドフィッシュからの情報によって輸送船団の接近を知り、予想進路上に向かった。22時37分、バングは北緯14度32分 東経116度53分 / 北緯14.533度 東経116.883度の与那国島西方で、基隆から那覇に向かうタカ206船団を発見。バングはレッドフィッシュとともに浮上攻撃で天草丸（大阪商船、2,345トン）と栄丸（川崎汽船、2,878トン）を撃沈。レッドフィッシュも鳳山丸（南日本汽船、2,552トン）を撃沈した。バングは7度に及ぶ攻撃で24本の魚雷を一気に使い果たした。バングは厳島型敷設艦と思しき艦艇と別の貨物船の破壊も主張したが、これは認められなかった。12月5日、バングは40日間の行動を終えて真珠湾に帰投。休息ののち、1945年1月2日に出航してサイパン島に回航された。
1月15日、バングは5回目の哨戒でスペードフィッシュ (USS Spadefish, SS-411) 、アトゥル (USS Atule, SS-403) 、ポンポン (USS Pompon, SS-267) とともにウルフパックを構成し東シナ海、黄海方面に向かった。しかし、この哨戒では悪天候と目標不足に悩まされ、2月19日に哨戒期間を終えるまで攻撃機会はなかった。2月24日、バングは50日間の行動を終えてグアムのアプラ港に帰投。プロテウスによる整備を受けた。艦長がオリヴァー・W・バグバイ（アナポリス1938年組）に代わった。
3月25日、バングは6回目の哨戒でスヌーク (USS Snook, SS-279) 、バーフィッシュ (USS Burrfish, SS-312) とウルフパックを構成し南西諸島方面に向かった。しかし、出撃直後にスヌークに故障が発生して離脱した。10日間の哨戒の後、バングは台湾近海にて、沖縄戦に参加する航空機に対する救助配置任務を命じられた。近隣の先島諸島海域では、スヌークにもその任務が与えられていた。しかし、スヌークは4月8日以降音信を絶っていた。4月21日、スヌークの担当海域にイギリス軍空母の艦載機が被弾して着水したが、スヌークが出現しなかったことを通報したので、司令部はバングにスヌークの担当海域に向かうよう命令。バングはその海域に到着してパイロットを救助し、次にスヌークとの会合を試みたが、ついに姿を見せなかった。5月3日にバングはハワイへの帰還命令を受け取り、その途中にサイパン島で燃料を補給した。5月18日、バングは55日間の行動を終えて真珠湾に帰投。10日間の休養および船体の検査後に追加指令が行われ、バングはポーツマス海軍造船所でのオーバーホールのため帰国の途に就く。サンフランシスコ海軍造船所で停泊後パナマ運河を通過し、6月22日にポーツマスに到着した。バングがオーバーホール作業中に戦争は終了した。
バングは第二次世界大戦の戦功で6個の従軍星章を受章した。その戦果は8隻の日本商船を撃沈し、総トン数は合計20,177トンに上る。

### 戦後
バングはオーバーホール作業が完了すると、間もなくニューロンドン沖での活動を始めた。バングは1947年2月12日に退役し、大西洋予備役艦隊入りした。
1951年2月1日、バングはニューロンドン潜水艦基地において艦長ユージーン・A・ヘムリー少佐の指揮下再就役した。しかしながら大西洋艦隊では15ヶ月のみの現役活動を過ごした後、1952年5月15日に退役し近代化改修が行われることとなった。ポーツマス海軍造船所での作業の後、バングは GUPPY IIA 潜水艦の中の最初の艦として、1952年10月4日に艦長ペリー・ホール少佐の指揮下再就役した。バングの外観には大きな変更はなかったが、内部の機材は改良され、火器および電子機材は新型のものが装備された。船体は流線型化され、推進器の改良により速度は向上した。
大西洋および地中海での艦隊活動を2年間行った後、バングは1954年8月に定期オーバーホールのためフィラデルフィア海軍造船所に入渠した。作業は12月に完了し、バングは新型機材を搭載した上艦隊に復帰した。バングは他の潜水艦および対潜水上艦部隊と共に、東部海岸沿いに訓練と通常作戦活動を行った。1957年7月に母港のニューロンドンを出航し、ポーツマスでのオーバーホールに入る。1958年1月に作業が完了し、任務に復帰したがその中には1958年の夏に行われた士官候補生のスペイン、デンマークへの訓練巡航と、1962年に行われた4ヶ月に及ぶ地中海、北ヨーロッパ配備、1966年にカリブ海で行われた「スプリングボード作戦 Operation "Springboard"」への参加が含まれた。これらの巡航および、1961年、62年、66年、67年、70年に行われたオーバーホールの間に、バングは大西洋艦隊部隊に行ったのと同様の訓練支援をニューロンドンの基礎潜水学校生に対して行った。

### スペイン海軍で
バングは1972年の初めにスペイン海軍への5年の貸与が決定した。艦の安全な活動限界を延長するための維持作業後、バングはニューロンドンに帰還し、移管に備えてスペイン海軍の水兵を訓練した。1972年10月1日にバングは退役し、スペイン海軍に移管された。スペイン海軍ではコスメ・ガルシア (SPS Cosme Garcia, S-34) の艦名で就役した。1974年11月1日、バングはアメリカ海軍を除籍され、艦は貸与から正式に売却された。